# Reda Taliani
Reda Taliani (El-Biar, 1980) is een Algerijns zanger en rai-muzikant. Hij groeide op in Algerije maar woont tegenwoordig in Aubange, Bouches-du-Rhône.

## Biografie
Reda Taliani is een zanger van Algerijns-Kabylische afkomst. Reda Taliani begon al met muziek toen hij vijf jaar oud was en naar de Muziekschool voor Arabische en Andalusische Muziek ging, gevestigd in Koléa. Daar leerde hij op de mandoline spelen. Talaini begon zijn muzikale carrière in El Eulma, samen met zijn producer ISSAME, met wie hij vier jaar samenwerkte, later stapte hij over naar Dounia Production.
Taliani haalde zijn inspiratie naar eigen zeggen niet alleen uit Arabische muziek, hij werd ook beïnvloed door Carlos Santana, Bob Marley en Alpha Blondy. Taliani staat bekend om zijn verscheidenheid; zijn muziekstijl leunt aan tegen chaabi en andere Maghrebijnse muziekstijlen. Tegenwoordig werkt hij ook samen met hiphopartiesten. Zo bracht hij de single Partir loin uit samen met de Franse rapgroep 113. Zijn teksten zijn ook politiek getint: hij zingt vaak over bijvoorbeeld de problemen die er nog steeds zijn in zijn geboorteland Algerije.

## Discografie
- Ache dani elwahd tayra, 2000
- Joséphine
- Partir loin (met 113)
- Bahr el Ghadar
- Dis moi
- Loumina
- Khobz dar
- Les algériens des kamikhazes
- Suis-le, il te fuit, fuis-le, il te suit (El moudja li datou)
- Cholé Cholé (met de groep Rappeurs d'Instinct), 2006
- Omri

- Bibliothèque nationale de France: cb15001076b (data)
- International Standard Name Identifier: 0000 0000 0153 3926
- MusicBrainz: e474c744-f2f8-4fc3-9b47-24b3b63959a8
- Système universitaire de documentation: 157315312
- Virtual International Authority File: 10122914